# Ácido tioglicólico
Ácido tioglicólico (TGA, do inglês thioglycolic acid) é o composto orgânico HSCH2CO2H. Contém tanto um grupo tiol (mercaptano) e um ácido carboxílico. É um líquido claro com um forte cheiro desagradável. É facilmente oxidado pelo ar ao dissulfeto correspondente [SCH2CO2H]2.